# Оценка творчества Достоевского за рубежом
В Европе Ф. М. Достоевский стал известным писателем ещё до издания переводов своих знаменитых романов. В мае 1879 года писатель был приглашён на Международный литературный конгресс в Лондон, где был избран членом почётного комитета международной литературной ассоциации. В извещении об этом событии, отправленному Достоевскому из Лондона, русский писатель был назван одним «из самых прославленных представителей современной литературы».

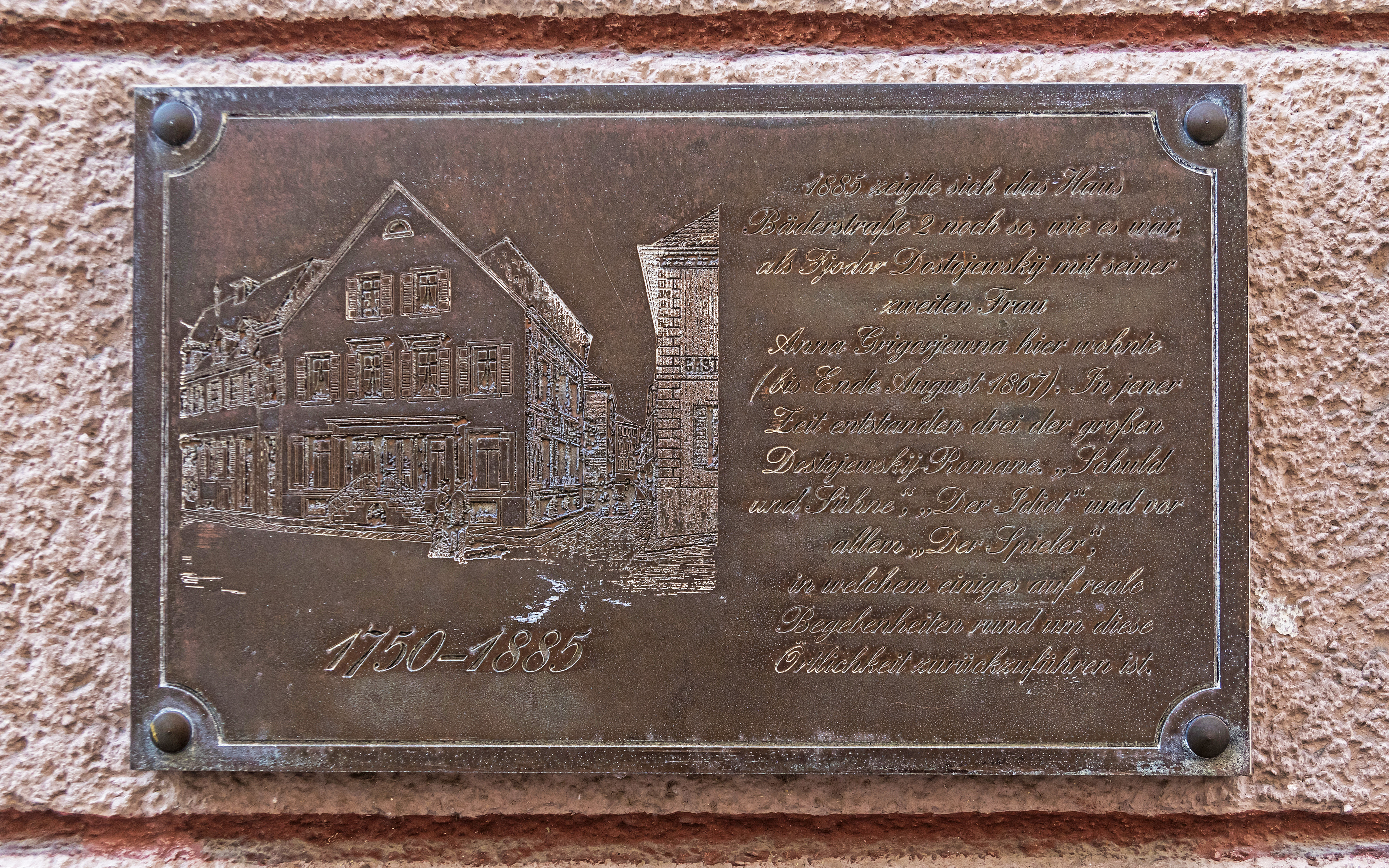
Мемориальная доска на фасаде дома в Баден-Бадене, где жили супруги Достоевские во время их пребывания в этом городе

Одной из первых публикаций произведений Достоевского на иностранном языке стал немецкий перевод Вильгельма Вольфсона (Wilhelm Wolfsohn, 1820—1865) отрывков из романа «Бедные люди», опубликованный в журнале Sankt-Petersburgische Zeitung в 1846—1847 годах. Чаще всего романы «великого пятикнижия» переводились и издавались на немецком языке. Ниже перечислены их переводы на три европейских языка согласно году первого переводного издания:
- «Преступление и наказание»: немецкий — 1882, французский — 1884, английский — 1886[4]
- «Идиот»: английский и французский — 1887, немецкий — 1889[5]
- «Бесы»: французский — 1886, немецкий — 1888, английский — 1914[6]
- «Подросток»: немецкий — 1886, французский — 1902, английский — 1916[7]
- «Братья Карамазовы»: немецкий — 1884, французский — 1888, английский 1912[8]

Лучшей биографией писателя того времени стала монография немецкой исследовательницы Нины Гофман.
С точки зрения Ф. Кафки, Достоевский — один из четырёх, «с кем он (Кафка) ощущал духовное родство». Из «Писем к Фелиции» (письмо от 02.09.1913, перевод Рудницкого): "Сама посуди: из четверых людей, с которыми я (не ставя себя с ними рядом ни по силе, ни по мощи охвата) чувствую кровное родство, — это Грильпарцер, Достоевский, Клейст и Флобер — один лишь Достоевский женился,.. {Соответствующее место в оригинале: «Sieh, von den vier Menschen, die ich (ohne an Kraft und Umfassung mich ihnen nahe zu stellen) als meine eigentlichen Blutsverwandten fühle, von Grillparzer, Dostojewski, Kleist und Flaubert, hat nur Dostojewski geheiratet,..»}.
В 1931 году Э. Х. Карр писал: «Достоевский оказал влияние почти на всех ведущих романистов Англии, Франции и Германии за последние 20 лет».
В Израиле основные произведения «антисемита» Ф. М. Достоевского были переведены на иврит Мордехаем Вольфовским в 1940—1960-х годах и входили в школьную программу.
В то же время на Западе, где романы Достоевского пользуются популярностью с начала XX века, его творчество оказало значительное влияние на такие в целом либерально настроенные движения, как экзистенциализм, экспрессионизм и сюрреализм.
В предисловии к антологии «Экзистенциализм от Достоевского до Сартра» Вальтер Кауфман писал, что «Записки из подполья» Достоевского уже содержали предпосылки для возникновения экзистенциализма.

За рубежом Достоевский обычно оценивается, прежде всего, как выдающийся литератор и психолог, в то время как его идеология игнорируется или почти полностью отвергается в высказывании Анджея Вайды, который восхищался Достоевским-художником, категорически дистанцировался от Достоевского-идеолога: 
Я ненавижу его за национализм, за его ничем не оправданную убеждённость в том, что Россия должна сказать миру какое-то „новое Слово“, что русский Бог должен воцариться во всём мире, что православие имеет какие-то большие права, чем другие религии. Всё это, вместе с его презрением и ненавистью к полякам, немцам, французам — эта националистическая ограниченность — всё это, конечно, меня в Достоевском отталкивает.
Идеологию и публицистику Достоевского отдельно от литературной ценности художественных произведений писателя предлагали рассматривать марксистские критики Роза Люксембург, В. Ф. Переверзев в 1912 году, взгляды которого к 1930 году приобрели более агрессивный вульгарно-социологический оттенок, в СССР диссидент Г. С. Померанц, а в США — биограф «сердцеведа» Джозеф Франк.
Архиепископ Кентерберийский Роуэн Уильямс в интервью «Русской службе Би-би-си» высказался о раздельном восприятии Достоевского как романиста и публициста: «Проблема личности Достоевского — проблема очень серьёзная. В одной рецензии на мою книгу особо подчёркивалось, что Достоевский в своих журнальных и публицистических выступлениях — это совсем не тот диалогический и полифонический автор, какого мы знаем по романам. Напротив, Достоевский-публицист крайне нетерпим и фанатичен. <…> И он с презрением и издёвкой расправлялся со своими оппонентами. Его пером водила ярость».
Достоевский оказал на физика-теоретика Альберта Эйнштейна большее влияние, чем любой научный мыслитель, больше, чем Гаусс. Главная цель Достоевского для А. Эйнштейна «заключалась в том, чтобы обратить наше внимание на загадку духовного бытия». В мучительных поисках мировой гармонии Альберту Эйнштейну было близко мировоззрение Достоевского. В письме Эренфесту в апреле 1920 года Эйнштейн писал, что с восторгом читает роман «Братья Карамазовы»: «Это самая поразительная книга из всех, которые попадали мне в руки».
По «уверенному и мощному усложнению мысли» Андре Жид сравнивал Достоевского — «редкого гения» — с Рембрандтом и Бетховеном и не довольствовался объяснением в духе Зигмунда Фрейда: «как на картинах Рембрандта, самое
существенное в книгах Достоевского — это тень».
Марсель Пруст считал Достоевского великим художником, творческий метод которого сравнивал с художественной манерой Рембрандта. В конце романа «Пленница» Пруст описал своё отношение к творчеству Достоевского более пространно, чем в краткой заметке к незавершённой статье о писателе 1921 года, опубликованной посмертно в 1954 году.
Пруст удивлялся силе воображения Достоевского, который принёс в мир новую красоту и создал более фантастических героев, чем Рембрандт в Ночном дозоре.
Французский писатель завершил письмо Мари Шейкевич от 21 января 1918 года следующими словами: «… Вы знаете, что я всегда останусь верен России Толстого, Достоевского, Бородина и госпожи Шейкевич». Основываясь на более точных переводах, восприятие поэтики Достоевского Прустом проанализировал петербургский литературовед С. Л. Фокин, который также исследовал отношение к творчеству и восприятие идей автора «великого пятикнижия» писателями Франции в монографии «Фигуры Достоевского во французской литературе XX века».
Творчество Ф. М. Достоевского оказало воздействие на мировую литературу, в частности на лауреатов Нобелевской премии по литературе Кнута Гамсуна, Томаса Манна, Германа Гессе, Андре Жида, Уильяма Фолкнера, Эрнеста Хемингуэя, Альбера Камю, Бориса Пастернака, Жан-Поля Сартра, Александра Солженицына, Генриха Бёлля, Иосифа Бродского, разделявшего высокую оценку писателя Анной Ахматовой, Кэндзабуро Оэ, Джона Максвелла Кутзее.
В 1971 году западными исследователями было создано Международное Общество Достоевского, что было приурочено к 150-летию со дня рождения писателя.
Автор наиболее объёмной биографии Достоевского Джозеф Франк ссылался на мнение Кристофера Пайка (Christopher Pike): «Натали Саррот, Ален Роб-Грийе и Мишель Бютор восхищались Достоевским». Согласно рейтингу редакции «The Guardian», роман «Братья Карамазовы» входит в число ста величайших романов всех времён, занимая 29-е место. По мнению немецкого слависта Райнхарда Лауэра (Lauer, Reinhard), «Достоевский расценивается как один из величайших и наиболее влиятельных романистов золотого века русской литературы». Размышления Достоевского о прогрессе, революции, материализме, Боге, человеке и его свободе, разуме, справедливости созвучны взглядам папы римского Бенедикта XVI, который упоминает русского писателя в параграфе 44 своей энциклики Spe Salvi.
Современные переводы произведений Достоевского на иностранные языки свидетельствуют о востребованности творчества писателя в наше время.
С 2007 года в Японии новый (восьмой) перевод романа «Братья Карамазовы» ректора Токийского института иностранных языков Икуо Камэямы стал бестселлером и вызвал бум Достоевского.
Согласно Икуо Камэяме, участвовавшем в Москве в 2008 году в обсуждении творчества писателя по теме «Достоевский и глобализация», «… Достоевский смог предсказать состояние современного человека, его духовную жизнь в нынешнюю эпоху глобализации». Японский достоевед Тоёфуса Киносита расценил популярность перевода Икуо Камэямы как коммерческий бум, неоднократно выступал с критикой, указывая на его сомнительность, ошибки, искажения текста и следование вульгарному фрейдизму, проводя при этом аналогию с телесериалом «Достоевский» режиссёра В. И. Хотиненко.